# 让-夏尔·瓦拉东
让-夏尔·瓦拉东（法語：Jean-Charles Valladont，1989年3月20日—）生于杜省贝桑松，是一名法国男子射箭运动员。他在约2006年时加入法国高水平运动员培养机构INSEP。2007年开始参加国际射箭比赛。刚接触射箭时，他的教练是Pascal de Grandis。